# Septième programme-cadre
Le septième programme-cadre (en abrégé FP7) était le programme-cadre pour 2007-2013 de l'Union européenne, pour la recherche et le développement technologique. Il était géré par la Commission européenne. Il est poursuivi aujourd'hui par le programme 2014-2020 intitulé Horizon 2020.
Le 7e programme cadre a consisté en une série d'actions et de programmes lancés à l'échelle européenne. Comme pour le précédent programme FP6, son principal objectif est la construction de l'Espace européen de la recherche (EER). Ses buts spécifiques sont les suivants :
- porter dans les domaines clefs, la recherche et la technologie européenne au plus haut niveau ;
- stimuler la créativité et l'excellence dans la recherche européenne ;
- développer et renforcer le potentiel humain dans la recherche européenne ;
- améliorer la recherche et ses capacités d'innovation à travers l'Europe.

Le septième programme cadre regroupe l’ensemble des initiatives européennes de recherche sur un toit commun afin de renforcer les efforts pour l’emploi, la croissance et la compétitivité en Europe. Il est complémentaires au PIC (programme pour l’innovation et la compétitivité) et les programmes d’éducation et de formation et les fonds structurels.

## Budget
Il s’agit du principal instrument de financement de la recherche de l’UE à l’échelon européen et couvrira la période 2007-2013. Le budget pour les sept années est de 50,5 milliards d'euros pour la recherche non nucléaire, et le budget Euratom pour 2007-2012 est de 2,7 milliards d'euros.

## Programmes spécifiques du FP7
Les quatre programmes spécifiques répondent à des objectifs différents. Les activités non nucléaire du Centre Commun de Recherche (3,5 % du budget) sont à part.

### Coopération (31 413)
Toute activité de recherche transnationale peut être financé avec ce programme. Dix thèmes prioritaires ont été définis.
1. santé (6 100)
2. Alimentation, agriculture et pêche, et biotechnologie (1 935)
3. Technologies de l'information et de la communication (9 050)
4. Nanosciences, nanotechnologies, matériaux et nouvelles technologies de production (3 475)
5. Énergie (2 350)
6. Environnement (changements climatiques inclus) (1 890)
7. Transports (aéronautique comprise) (4 160)
8. Sciences socio-économiques et humaines (623)
9. Espace (1 430)
10. Sécurité (1 400)

Ce programme permet aussi la coopération avec des pays non-membres.

### Idées (7 510)
Le programme spécifique Idées, comme Coopération, finance directement la recherche scientifique. Cependant, tous les deux diffèrent sur ces points :
- il n'est pas lié aux thèmes prioritaires de Coopération ;
- il n'est pas géré par la Commission européenne mais par un organisme indépendant : le Conseil européen de la recherche ;
- il est centré sur la recherche aux « frontières de la connaissance » où les risques sont majeurs. Les domaines intéressés devraient être ainsi plus orientés vers la recherche fondamentale.

### Personnes (4 750)
Ce programme spécifique est centré sur le support à la formation, la mobilité et le développement de la carrière des chercheurs européens, à travers l'expansion des actions Marie Curie.

### Capacités (4 097)
Le programme spécifique « Capacités » intervient dans sept domaines afin de favoriser l’utilisation et le développement des infrastructures de recherche, de renforcer les capacités d’innovation des PME, de permettre le développement des capacités régionales de recherche et de lancer des actions de coopération internationale. 
Il se décompose en sept sous-programmes :
- « Infrastructures de recherche » ;
- « Recherche au profit des PME » ;
- « Régions de la connaissance » ;
- « Potentiel de recherche » ;
- « La science dans la société » ;
- « Soutien au développement cohérent des politiques » ;
- « Activités de coopération internationale ».

## Sources
- (en) Cet article est partiellement ou en totalité issu de l’article de Wikipédia en anglais intitulé « Seventh Framework Programme » (voir la liste des auteurs).

## Compléments